# Lucius Fabius Fabullus

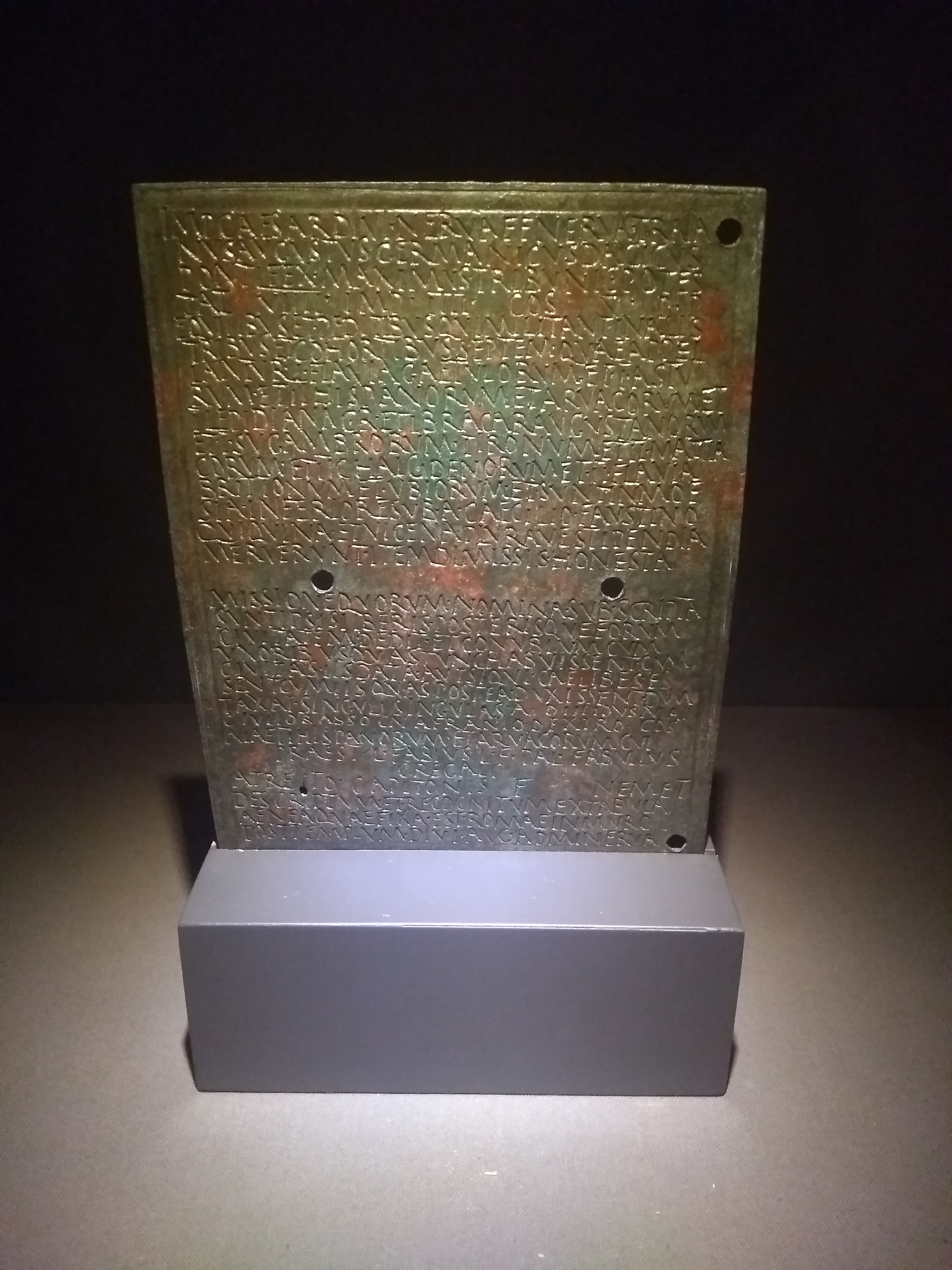
Das Militärdiplom

Lucius Fabius Fabullus (vollständige Namensform Lucius Fabius Luci filius Palatina Fabullus) war ein im 2. Jahrhundert n. Chr. lebender Angehöriger des römischen Ritterstandes (Eques).
Durch ein Militärdiplom, das auf den 13. Mai 105 datiert ist, ist belegt, dass Fabullus 105 Kommandeur der Ala II Hispanorum et Arvacorum war, die zu diesem Zeitpunkt in der Provinz Moesia inferior stationiert war. Fabullus war in der Tribus Palatina eingeschrieben.